# جيري شي
جيري شي (بالإنجليزية: Gerry Shea)‏ هو لاعب كرة قاعدة أمريكي، ولد في 26 أكتوبر 1881 في أوماها في الولايات المتحدة، وتوفي في 3 مايو 1964 في بيركلي في الولايات المتحدة.